# Miklošič-Park
Der Miklošič-Park (slowenisch Miklošičev park, Ljubljana) ist ein Park im Zentrum von Ljubljana, der Hauptstadt Sloweniens im Stadtteil Ajdovščina. Der Park liegt südlich des Laibacher Justizpalastes und des Parlamentsgebäudes. Im Norden wird er begrenzt durch die Tavčarjeva ulica, im Süden durch die Dalmatinova ulica und im Osten durch die Miklošičeva cesta und im Westen durch die Cigaletova ulica.
Die Anlage ist nach Franz von Miklosich (slowenisch Franc Miklošič), dem Begründer der wissenschaftlichen Slawistik benannt. Der Park ist bekannt für die umliegenden Häuser im Jugendstil.

## Geschichte

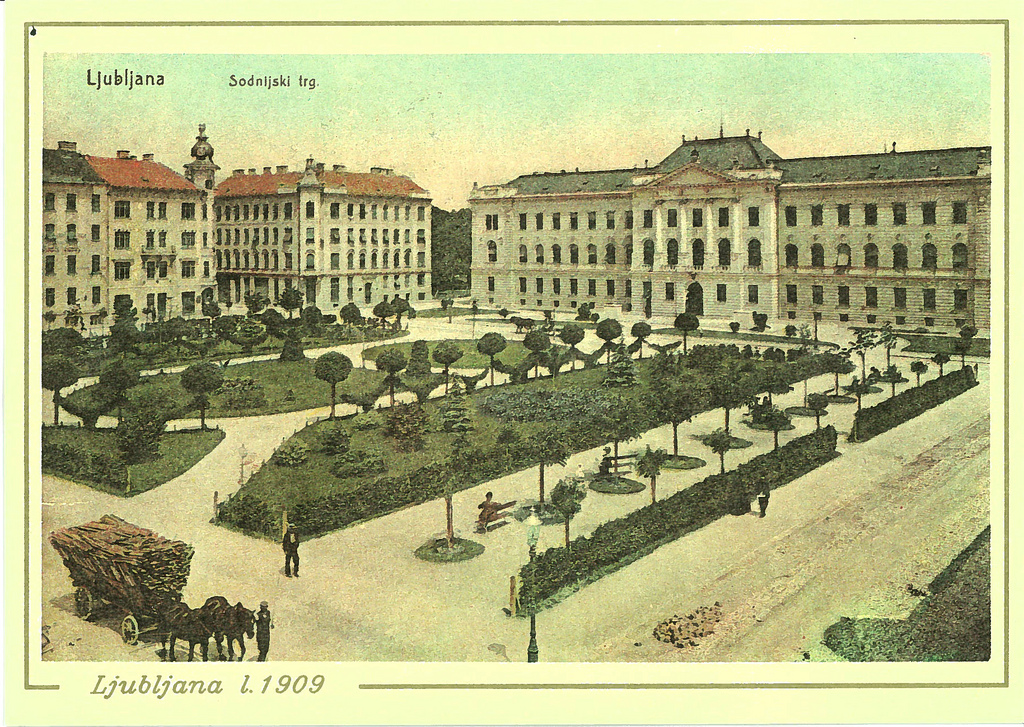
Gerichtsplatz (heute Miklošič-Park)

Der Miklošič-Park nimmt einen Teil der Fläche ein, auf der sich der von 1902 bis 1906 nach Plänen des Architekten Max Fabiani angelegte Gerichtsplatz (Sodnijski trg) befand. Von der ursprünglichen Anlage vor dem Justizpalast ist mit Ausnahme des Sockels für das Miklošič-Denkmal (seinerzeit gearbeitet für das Denkmal von Franz Joseph I. von 1908)  nichts mehr erhalten.  
Der Platz wechselte häufig seinen Namen: bis 1910 Sodnijski trg (Gerichtsplatz), dann Slovenski trg (Slowenischer Platz), 1919 Kralja Petra trg (König-Peter-Platz), 1941 Rimski trg (Römischer Platz), 1946 Dapčevićev trg (Vlado-Dapčević-Platz), 1952 Marxov trg (Marx-Platz), 1958 Marxov park (Marx-Park), seit 1991 Miklošičev park.

## Bauwerke und Einrichtungen
- Parkanlage

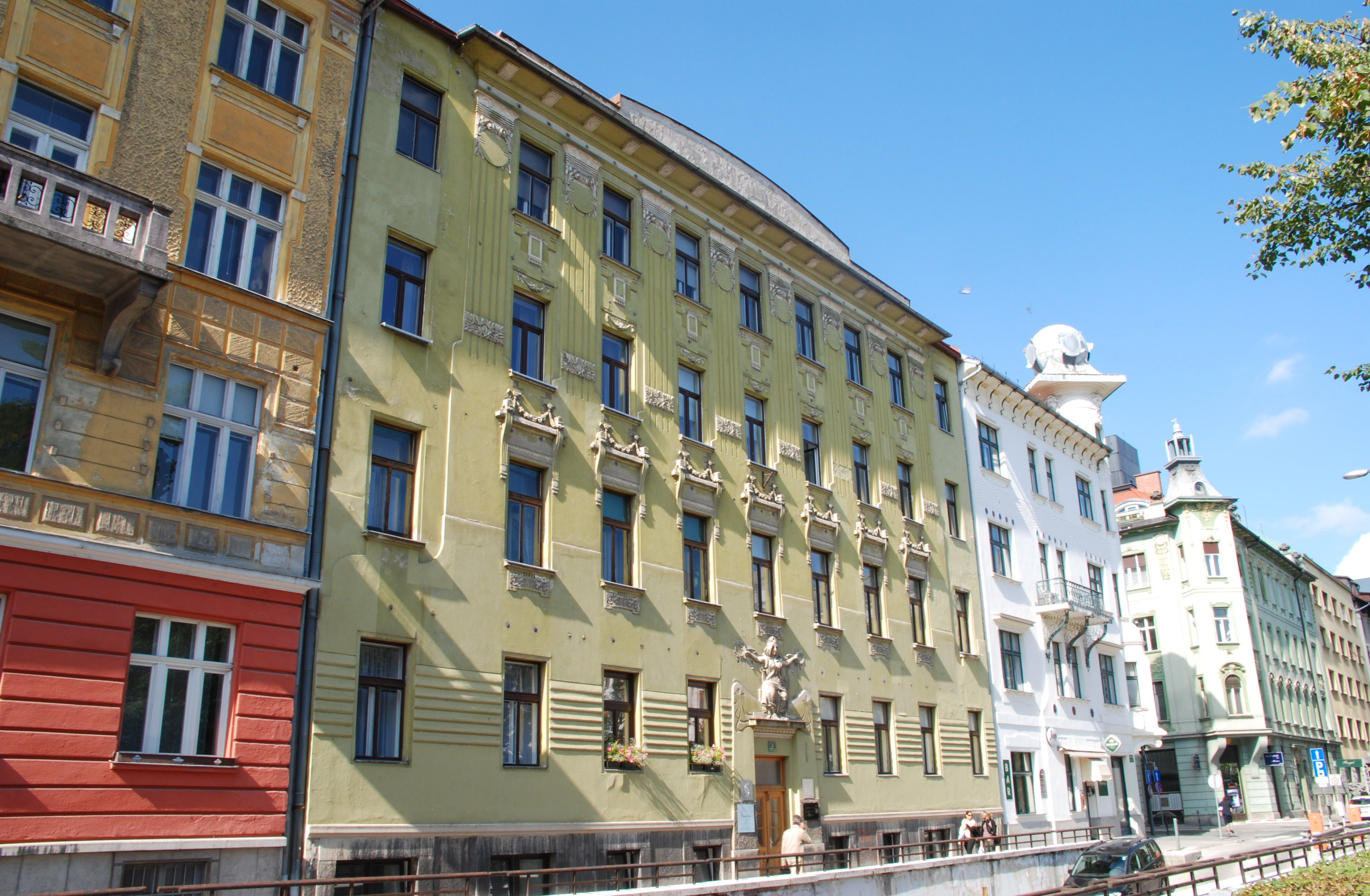
Die Jugendstilhäuser am Miklošič-Park (Degheni, Pogačnik, Čuden)

- Miklošič-Denkmal (Ljubljana)|Miklošič-Denkmal von Tine Kos[4]
- Justizpalast
- Jugendstil-Häuser Deghengi, Pogačnik und Čuden an der Cigaletova cesta[5][6][7]